# Talanpetán
Talanpetán (Talanpetan Island) es un sitio y también una  pequeña isla situada en Filipinas, adyacente a la de Compare que a su vez lo es de  Busuanga, isla que forma parte del grupo de Calamianes.
Administrativamente forma parte del barrio de  San Isidro  del municipio filipino de tercera categoría de Busuanga perteneciente a la provincia  de Paragua en Mimaro,  Región IV-B.

## Geografía
Isla Busuanga es  la más grande del Grupo Calamian situado a medio camino entre las islas de Mindoro (San José) y de Paragua (Puerto Princesa), con el Mar de la China Meridional a poniente y el mar de Joló a levante. Al sur de la isla están las otras dos islas principales del Grupo Calamian: Culión y  Corón.
Talanpetán se encuentra en la bahía de Gutob que se abre al  Mar de la China Meridional, tiene aproximadamente 350 metros de largo, en dirección norte-sur, y unos 175 metros en su línea de mayor anchura.
Situada al junto a Isla Compare y al sur de la misma, prácticamente formando una península.
Dista 4.700 metros de la isla de  Salvación (Denicolán), perteneciente al barrio del  mismo nombre.
Al sur de este islote se abre la bahía de Guro (Guro Bay).
Forman parte del Barrio de San Isidro las islas de : Compare, Manolaba, Manolebeng, Talanpetán y Mapadolo.